# Wierchniebiezymianskij
Wierchniebiezymianskij (ros. Верхнебезымяновский) – chutor w Rosji, w obwodzie wołgogradzkim, w rejonie uriupińskim. W 2010 liczył 569 mieszkańców.